# Roberto Gabetti
Roberto Gabetti (Torino, 1925. november 29 - Torino, 2000 december 5) - olasz építész, egyetemi tanár.

## Élete
Diplomáját 1949-ben a Politecnico di Torino-n szerezte.
A Torinói iskola reformjának az oktatási modellek és struktúrák terén elkötelezettje volt mint tanár és tudós.
Korán kezdete a tervezési munkát. Aimaro Oreglia d'Isola-val együttműködve nyitottak építészeti irodát (Via Sacchi) Torinóban.  Az első munkái Turin (Stock Exchange, 1952, Bottega Erasmus, via G. Ferrari 11, 1954)
Ő volt az alapítója a neo-Liberty-nek, amely a nemzetközi figyelmet az olasz építészetre terelte.
Számos monográfiája jelent meg és 1996-ban két kiállítása  is volt; a Palladio Bazilika Vicenza és az Institut Français d'architecture Párizsban. A második világháború után az olasz kultúrában eredeti tervezési utak voltak rá jellemzők. Az utóbbi időkben figyelemre méltók voltak esszéi, előadásai is.
Felesége: Margaret Gromis
Unokái: Andrea és Giulia Gabetti

## Munkái
- Roberto Gabetti, Joseph Varaldo, a közösségi, egyházak, kultúrák, CELID, 2001, ISBN 88-7661-403-6.
- Roberto Gabetti: Torino Piemonte építészek, CELID 2000, ISBN 88-7661-452-4.
- Roberto Gabetti, Carlo Olmo, Le Corbusier és a "L'Esprit Nouveau" Elledici 2000, ISBN 88-01-01897-5.
- Roberto Gabetti> templomok korunk, Torino, Einaudi, 1976 ISBN 88-06-43984-7.